# Lade (Türkei)
Die kleine Insel Lade (altgriechisch Λάδη Ladē (f. sg.), türkisch Batiköy) lag in der Antike nahe der Küste von Kleinasien im Westen von Milet in einer Entfernung von 5 km. Hier befand sich auch das Grab eines mythischen Königs von Milet, des Asterios, Sohn des Anax, weshalb man sie auch Asterios nannte. Hier fand 494 v. Chr. die Schlacht von Lade statt. 412 v. Chr. lagerten hier die Athener im Vorfeld der Schlacht von Milet.
Durch Ablagerungen des Flusses Mäander liegt die Insel heute in der fruchtbaren Mäanderebene und ist somit türkisches Festland. Sie erhebt sich, heute immer noch gut erkennbar, aus dem Schwemmland heraus.